# Meitneriu

Meitneriu

Configurația electronică a atomului de meitneriu

Meitneriu este element chimic cu numărul atomic 109 și simbol Mt. Este un metal tranzițional artificial, puternic radioactiv. A fost descoperit de cercetătorii de la GSI Helmholtz Centre for Heavy Ion Research din apropierea orașului german Darmstadt  în 1982. Acest element chimic a fost denumit în onoarea fizicienei austriece Lise Meitner.